# Borough of Guildford
Guildford ist ein Verwaltungsbezirk mit dem Status eines Borough in der Grafschaft Surrey in England. Verwaltungssitz ist die Stadt Guildford; weitere bedeutende Orte sind Albury, Ash, Ash Vale, Compton, East Horsley, Effingham, Normandy, Pirbright, Puttenham, Ripley, Send, Shalford, Shere, Tongham, West Clandon, West Horsley und Worplesdon. Guildford ist die Partnerstadt von Freiburg im Breisgau in Deutschland.
Der Bezirk wurde am 1. April 1974 gebildet und entstand aus der Fusion des Municipal Borough Guildford und des Rural District Guildford.
Koordinaten: 51° 14′ 45″ N, 0° 33′ 7″ W